# 足立区立足立小学校
足立区立足立小学校（あだちくりつ あだちしょうがっこう）は、東京都足立区足立にある公立小学校。校内に知的障がい学級と弱視学級が設置されている。

## 概要
足立区の「足立区立千寿第五小学校と五反野小学校の適正規模・適正配置実施計画」に基づき、足立区立千寿第五小学校と足立区立五反野小学校が統合し、2013年4月に足立区立足立小学校が開校した。開校当初は旧千寿第五小学校の校舎と敷地内に増設されるプレハブを校舎として使用していた。現在では校舎を新築。

## 沿革
- 2013年（平成25年）　
  - 4月1日 - 足立小学校開校。開校時点の児童数679名。開校記念日を6月10日と定めた。
  - 4月8日 - 開校式と始業式及び第1回入学式挙行。
- 2015年（平成27年）4月1日 - 旧五反野小学校跡地に新校舎完成。
- 2022年（令和4年）12月17日 - 創立10周年記念式典挙行。

## 校歌・校章

### 校歌
- 作詞：植田和成
- 作曲：関孝弘[2]

## 交通アクセス
- 東武鉄道五反野駅より徒歩3分
- 足立区コミュニティバスはるかぜ12号 足立三丁目より徒歩1分